# Три кладенци
 Тази статия е за селото Северозападна България.  За квартала на София вижте Юч Бунар.  
Трѝ кла̀денци е село в Северозападна България, община Враца, област Враца.

## География
Село Три кладенци се намира на около 25 km север-североизточно от областния център Враца и около 21 km изток-югоизточно от град Бойчиновци. Разположено е предимно по левия бряг на река Рибине, десен приток на река Огоста. Климатът е умереноконтинентален , почвите в землището са преобладаващо оподзолени черноземи (Phaeozems Haplic, т.е. оподзолени черноземи). Надморската височина е около 135 – 140 m при реката, а на юг и на север нараства до около 190 – 200 m.
Общински път води на югоизток към село Девене и връзка с второкласния републикански път II-13, а на северозапад – към село Лесура и през него по третокласния републикански път III-1301 на север към селата Фурен, Бели брод, Лехчево, а на юг през село Галатин към град Криводол.
Населението на село Три кладенци, наброявало 1740 души при преброяването към 1934 г. и 1869 – към 1946 г., намалява до 1086 към 1992 г. и 724 (по текущата демографска статистика за населението) към 2020 г.
При преброяването на населението към 1 февруари 2011 г., от обща численост 812 лица, за 590 лица е посочена принадлежност към „българска“ етническа група, за 3 – към „турска“, за 198 – към ромска, за други и за самоопределящи се не са посочени данни и за 19 не е даден отговор.

## История
Името на селото произхожда от трите кладенеца (чешми) в него. Споменава се с днешното си име в османски документ от 1606 г. Археолозите считат, че вероятно е съществувало още през Средновековието.
До Три кладенци е имало голяма черкезка колония от 1865 г., която през есента на 1877 г. се изселва трайно в Турция.
Село Три кладенци е изградено върху останки от римско селище. Запазени са основите на римска църква; върху тях през 1857 г. е построена църква, впоследствие разрушила се. Към края на 2008 г. е осветен параклисът „Света Петка“, построен на мястото на саморазрушилата се църква „Света Петка“.
Килийно училище е открито в Три кладенци през 1846 г. с пръв учител Герго от село Стубел. Приема се, че началното училище е създадено през 1879 г. (100-годишнината от откриването на училището е чествана през 1979 г.) През 1921 г. е открита прогимназия. Чрез нейното сливане с началното училище се създава Народното основно училище „Кирил и Методий“. Намаляването на броя на децата довежда до закриване на училището през учебната 2004 – 2005 г.
Читалището „Отец Паисий" е основано през 1927 г.
От Три кладенци има един четник в четата на Хаджи Димитър и Стефан Караджа (1868 г.) и един опълченец в Руско-турската освободителна война 1877 – 1878 г.
В селото има паметник на загиналите във войните: Балканската, Междусъюзническата, Първата световна и Втората световна.

## Население
Преброяване на населението през 2011 г.
Численост и дял на етническите групи според преброяването на населението през 2011 г.:
|                     | Численост | Дял (в %) |
| Общо                | 812       | 100,00    |
| Българи             | 590       | 72,66     |
| Турци               | 3         | 0,36      |
| Цигани              | 198       | 24,38     |
| Други               | 0         | 0,00      |
| Не се самоопределят | 0         | 0,00      |
| Неотговорили        | 19        | 2. 33     |

## Обществени институции
Село Три кладенци към 2022 г. е център на кметство Три кладенци.
В село Три кладенци към 2022 г. има:
- действащо читалище „Отец Паисий – 1927“;[14][15]
- осветен параклис „Света Петка“;[8][16]
- пощенска станция;[17]
- Дом за възрастни хора с умствена изостаналост.

## Редовни събития
Провежда се събор в последната събота и неделя на месец октомври.

## Личности
- Трифон Каменов Лалов – участник в четата на Панайот Хитов, опълченец, участвал в боевете при Шипка и Стара Загора[7]
- Владимир Цветков – скулптор, автор на множество паметници на коне и конници, включително паметника в Борован и паметника „Вестителят“ във Враца[7]

Според легендата в селото е роден и живял и ковачът Ангел, който станал хайдутин.